# Franz Eilhard Schulze
Franz Eilhard Schulze (Eldena, 22 maart 1815 - Berlijn, 2 november 1921) was een Duits anatoom en zoöloog.
Schulze studeerde aan de universiteiten van Bonn en Rostock.
In 1863 ontving hij zijn doctoraat van de universiteit van Rostock, waar hij later docent anatomie, universitair hoofddocent vergelijkende anatomie en oprichter werd van het zoölogische instituut aldaar. 
Later werkte hij als hoogleraar aan de universiteiten van Graz en Berlijn en hij was tevens een aantal jaar voorzitter van het Deutsche Zoologische Gesellschaft. 
Zijn specialiteit was de anatomie en de ontwikkelingsbiologie van ongewervelde dieren en met name de zeesponzen. Hij was vooral geïnteresseerd in een klasse van sponzen bekend als Hexactinellida (Glassponzen). In 1872 nam hij deel aan de "Pommeren" expeditie naar de Noordzee en  hij bestudeerde de collecties afkomstig van de Amerikaanse "Albatross Expeditie" en de Britse "Challenger Expeditie" (1873-1876). Schultze liet ook belangrijke onderzoeken doen aan delicate sponsachtige protozoa bekend als xenophyophoren.

## Enkele werken
- Ueber den feineren Bau der Rinde des kleinen Gehirnes. Stiller'sche Hofbuchhandlung, Rostock 1863
- Amerikanische Hexactinelliden nach dem Materiale der Albatross-Expedition. Jena 1899
- Hexactinellida. G. Fischer, Jena 1904
- Die Xenophyophoren der Siboga-Expedition. Brill, Leiden 1906
- Nomenclator animalium generum et subgenerum … Berlin 1926

## Taxa
Hij benoemde vele soorten voor het eerst, bijvoorbeeld : 
- Trichoplax adhaerens, een plakdiertjessoort uit de familie van de Trichoplacidae.
- Platylistrum platessa, een sponssoort in de taxonomische indeling van de glassponzen (Hexactinellida).
- Hydra circumcincta (De grijze zoetwaterpoliep), een hydroïdpoliep uit de familie Hydridae.

en een groot aantal soorten is naar hem vernoemd, waaronder bijvoorbeeld : 
- Callyspongia (Toxochalina) schulzei, een sponssoort uit de groep van de gewone sponzen (Demospongiae)
- Eilhardia schulzei, een sponssoort in de taxonomische indeling van de kalksponzen (Calcarea).
- Helgicirrha schulzei is een hydroïdpoliep uit de familie Eirenidae.

- Bibsys: 90572989
- Bibliothèque nationale de France: cb10576453m (data)
- Author citation (botany): F.E.Schulze
- Stuttgart Database of Scientific Illustrators 1450–1950: 10576
- Gemeinsame Normdatei: 117263427
- International Standard Name Identifier: 0000 0001 2126 3369
- Library of Congress Control Number: nb2011019984
- Nationale Bibliotheek van Tsjechië: uk20191035423
- Nederlandse Thesaurus van Auteursnamen: 072796103
- SNAC: w64t853s
- Système universitaire de documentation: 147220327
- Virtual International Authority File: 30308831
- WorldCat: E39PBJhhrbDpvPRbHCBF3qt9Xd